# Cobouw
Cobouw is een Nederlandse journalistiek onafhankelijke publicatie voor de bouwnijverheid die 1x keer per week verschijnt in een printoplage van 4.700 exemplaren; de krant heeft naar schatting 20.000 lezers. De website kent een gemiddelde van 275.000 gebruikers per maand. Cobouw richt zich primair op beslissers in de bouw en management van middelgrote en grote bouwbedrijven. Daarnaast wordt de content gezien en gelezen door ontwikkelaars, toeleveranciers, architecten, opdrachtgevers (o.a. gemeenten, provincies, rijk) en adviseurs. Tevens weten ook politici, wetenschappers, journalisten en collega’s de content te vinden. 

## Geschiedenis

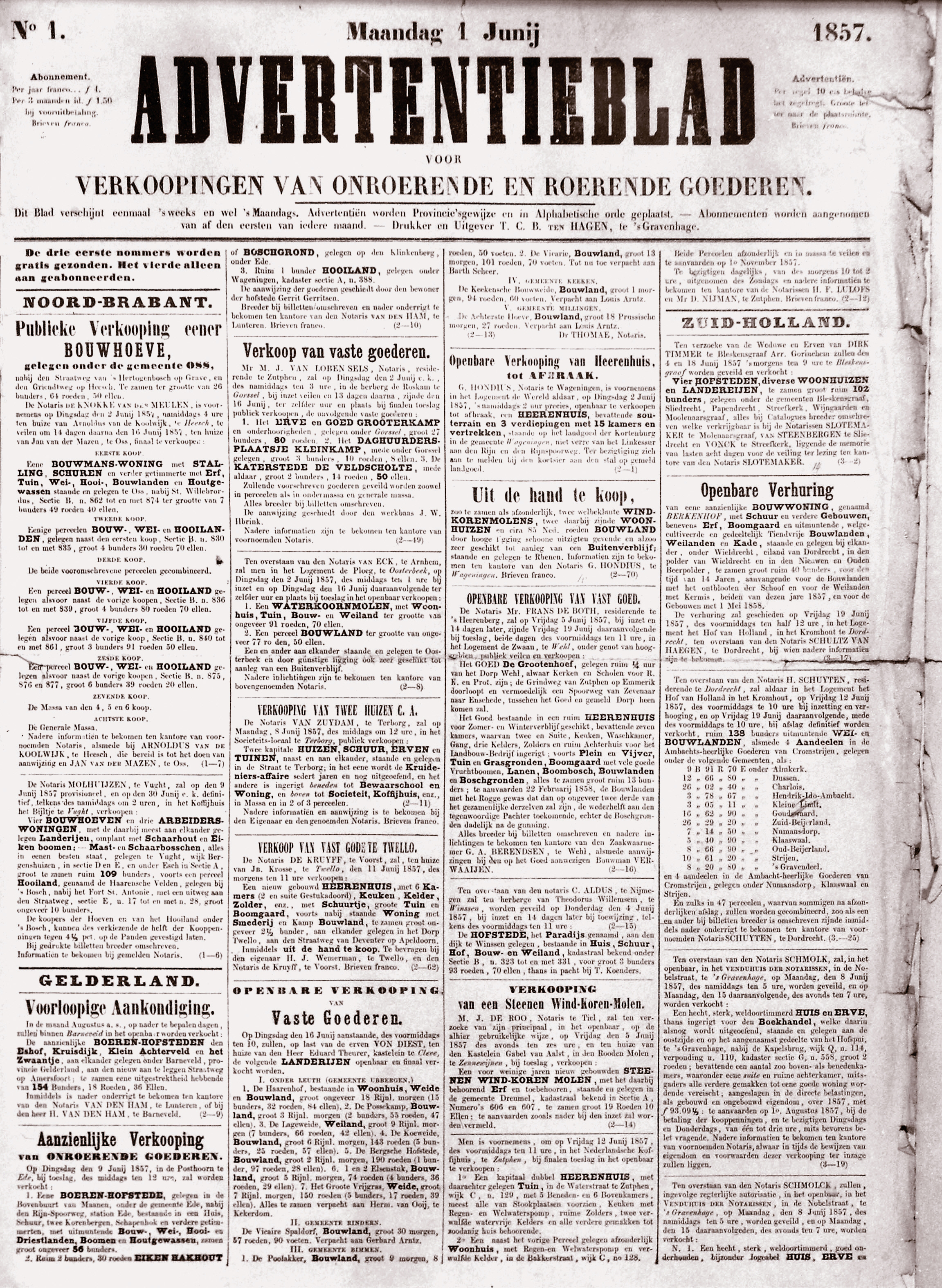
Eerste uitgave van het Advertentieblad voor verkoopingen van roerende en onroerende goederen. Het document is tegenwoordig eigendom van de Koninklijke Bibliotheek in Den Haag.

Vanaf 1 juni 1857 werd de voorloper van Cobouw uitgegeven door T.C.B. ten Hagen onder de naam Advertentieblad voor verkoopingen van roerende en onroerende goederen. Het blad bestond uit vier pagina's en werd elke maandag uitgegeven. De abonnementsprijs was vier gulden per jaar. Een redactionele bijdrage bevatte het advertentieblad niet, maar wel verscheen er in mei 1874 onder het kopje 'Landgenooten' een oproep om geld te geven aan een slachtoffer van een arbeidsongeval. Bij dit ongeval raakte de 27-jarige Corneelis Vermeere beide handen en een been kwijt. In deze tijd was er weinig aandacht voor de veiligheid in de bouw en slachtoffers konden nergens aanspraak op maken. Deze publicatie bracht daar verandering in. Hoe het uiteindelijk met het slachtoffer is afgelopen is niet bekend.
Vanaf 1883 verschenen de eerste redactionele bijdragen in het blad, dat toen werd gevoerd onder de naam Algemeen Nederlandsch Advertentieblad. Het advertentieblad begon steeds vaker redactionele artikelen op te nemen, waaronder de plannen voor het droogleggen van de Zuiderzee. Omdat aannemers steeds meer interesse toonden voor het blad, verscheen vanaf 1912 een aparte bijlage: het Bouwkundig Bijblad. In 1915 werd de naam Algemeen Nederlandsch Advertentieblad veranderd in Centraal Orgaan voor Handel en Industrie, kortweg Covhei.
In 1932 werd besloten om het tijdschrift, dat inmiddels twee keer per week verscheen, volledig op de aannemerij te richten. Bij deze gelegenheid kreeg het blad een nieuwe naam: Centraal Orgaan voor de Bouwwereld, kortweg Cobouw. Vanaf 1961 verscheen Cobouw dagelijks.
Door de jaren heen heeft Cobouw veel aandacht besteed aan bouwprojecten in heel Nederland. Voorbeelden zijn de Afsluitdijk in 1927, de opbouw van het metronetwerk voor de Rotterdamse metro in 1960, de bouw van de Coentunnel in 1961, de bouw van Almere als uitwijkstad voor Amsterdam en uiteraard de bouwfraude. In het verleden heeft Cobouw veel controversiële onderwerpen aangekaart. Zo bepleitte het blad in 1961 een strenger toezicht in de bouw en hard optreden tegen sjoemelende aannemers. Fouten bleken schering en inslag te zijn en de praktijk leerde dat een deel van de fouten voortkwam uit zorgeloosheid. Ook kaartte Cobouw in de jaren negentig het fenomeen faalkosten aan, waaraan voorheen in de bouw geen aandacht werd besteed.
In 2004 nam Sdu Uitgevers Cobouw over van Wolters-Kluwer, samen met het grootste deel van het portfolio van Wolters Kluwer-dochter Ten Hagen & Stam. In 2013 bracht Sdu Cobouw samen met verschillende andere vakbladen onder in de zelfstandige dochter BIM Media B.V. In 2016 verkocht Sdu/BIM Cobouw en de andere titels op het gebied van de bouwnijverheid aan uitgeverij Vakmedianet (de naam Vakmedianet is inmiddels gewijzigd in VMN media). Eerder in hetzelfde jaar was Cobouw weer een weekblad geworden, in combinatie met dagelijkse online-berichten voor abonnees. Sinds 2023 verschijnt de krant eenmaal per week.

## Redactie
De redactie van Cobouw bevindt zich in Zeist. Sinds oktober 2019 is Eric Verweij hoofdredacteur van Cobouw. De redactie werkt sinds 2017 volgens het online-first principe. Alles wordt in eerste instantie voor de website gemaakt en daaruit wordt wekelijks een krant gepubliceerd. Daarnaast verschijnen er door het jaar heen 6 thema magazines en een Cobouw50 Projecten (juni) en een Cobouw50 Bedrijven (november). 
Huidig
AD · Het Financieele Dagblad · Nederlands Dagblad · NRC · Reformatorisch Dagblad · De Telegraaf · Trouw · de Volkskrant

Voormalig
Agrarisch Dagblad (1986–2012, daarna verdergegaan onder de naam Boerderij Vandaag) · Algemeen Handelsblad (1828–1970) · Cobouw (1961–2016) · De Courant/Nieuws van de Dag (1923–1982, tot 1998 in Amsterdam) · DAG (2007–2008) · De Dag (1980) · De Echo (1892–1912) · De Maasbode (1885–1959) · Metro (1999–2020) · Het Nationale Dagblad (1936–1945) · De Nederlander (1897–1941, 1945–1947) · Nieuwe Rotterdamsche Courant (1843–1970) · nrc.next (2006–2021) · Het Parool (1944–1997, daarna alleen in Amsterdam) · De Pers (2007–2012) · Sp!ts (1999–2014) · Staatscourant (1814–2009, daarna alleen digitaal) · De Standaard (1872–1944) · De Tijd (1845–1974) · De Tribune (1916–1937) · Het Volk (1900–1945) · Het Volksdagblad (1937–1940) · Het Vrije Volk (1945–1971, tot 1991 in Rotterdam) · De Waarheid (1945–1990)
Lijst van dagbladen in binnen- en buitenland